# Eric Ridder
Eric Ridder (* 1. Januar 1918 in Hewlett; † 23. Juli 1996 in Locust Valley) war ein US-amerikanischer Segler.

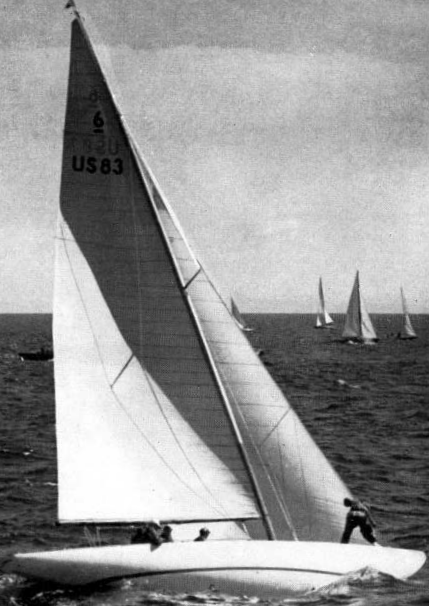
6mR Yacht Llanoria, US 83, Goldmedaille 1952

## Erfolge
Eric Ridder nahm in der 6-Meter-Klasse an den Olympischen Spielen 1952 in Helsinki teil und wurde in dieser Olympiasieger. Er war dabei Crewmitglied der Llanoria unter Skipper Herman Whiton. Der Llanoria gelangen in sieben Wettfahrten unter anderem drei Siege, sodass sie die Regatta mit 4870 Gesamtpunkten vor der von Finn Ferner angeführten Elisabeth X aus Norwegen und der Ralia aus Finnland mit Skipper Ernst Westerlund auf dem ersten Platz beendete. Emelyn Whiton ersetzte in einer Wettfahrt John Morgan, während die übrigen Crewmitglieder Everard Endt und Julian Roosevelt alle Wettfahrten bestritten. 1964 gewann er den America’s Cup als Co-Skipper der Constellation.
Ridder besuchte zwar die Harvard University, schloss das Studium aber nicht ab. Während des Zweiten Weltkriegs diente er im US Marine Corps. Seine Familie gründete den Medienkonzern Knight Ridder, wo er für den Großteil seines Arbeitslebens tätig war. Zunächst war er im Management der St. Paul Dispatch and Pioneer Press und verlegte von 1956 bis 1985 das Journal of Commerce. Von 1983 bis zu seinem Tod bekleidete er im Konzern einen Direktorenposten.